# Heřmanov
Heřmanov (deutsch Hermersdorf) ist eine Gemeinde in Tschechien. Sie liegt acht Kilometer südöstlich von Děčín und gehört zum Okres Děčín.

## Geographie

### Geographische Lage
Das drei Kilometer lange Waldhufendorf Heřmanov erstreckt sich im Norden des Böhmischen Mittelgebirges aus dem Ploučnicetal entlang des Baches Fojtovický potok (Erlenbach) in südwestliche Richtung bis nach Fojtovice. Nördlich erhebt sich der Sokolský vrch (333 m), im Nordosten der Ostrý (300 m), südöstlich der Kohout (Krohberg, 589 m), im Süden der Klobouk / Hadrový vrch (539 m), westlich die Jedlová (491 m) und im Nordwesten, jenseits der Ploučnice die Hlídka (Hutberg, 480 m).

### Gemeindegliederung
Die Gemeinde Heřmanov besteht aus den Ortsteilen Blankartice (Blankersdorf), Fojtovice (Voitsdorf) und Heřmanov (Hermersdorf), die zugleich auch Katastralbezirke bilden.

### Nachbargemeinden
Nachbarorte sind Benešov nad Ploučnicí im Norden, Mlatce, Bedřichov, Terezínské Údolí und Františkov nad Ploučnicí im Osten, Valkeřice im Südosten, Blankartice im Süden, Fojtovice, Babětín und Ptačí im Südwesten, Lesná und Velká Veleň im Westen sowie Malá Veleň, Jedlka und Eliščino Údolí im Nordwesten.

## Geschichte
Der wahrscheinlich nach einem Lokator Hermann benannte Ort wurde 1273 erstmals unter dem Namen Hermanesdorp urkundlich erwähnt. Im Jahre 1409 wurde das Dorf als Hermanni villa bezeichnet. 1550 entstand in dem einen Kilometer westlich gelegenen kleinen Tal die Ansiedlung Flütlhäusel. Ihre Gründer sollen Bergleute gewesen sein, die dort nach Silber schürften. Die berní rula aus dem Jahre 1654 weist für das Dorf 43 Anwesen aus. 1691 hatte Hermersdorf 360 Einwohner. Im Jahre 1833 lebten in den 93 Häusern von Hermersdorf 487 Menschen.
Nach der Aufhebung der Patrimonialherrschaften bildete Hermersdorf mit dem Ortsteil Flietelhäusel, der auch als Klein Hermersdorf bezeichnet wurde, ab 1850 eine politische Gemeinde in der Bezirkshauptmannschaft Tetschen. Die Bewohner lebten hauptsächlich von der Landwirtschaft und dem Handwerk. 1890 hatte das Dorf 785 Einwohner und 1930 waren es 760, die größtenteils Deutsche waren.
Nach dem Münchner Abkommen wurde die Gemeinde 1938 dem Deutschen Reich zugeschlagen und gehörte bis 1945 zum Landkreis Tetschen (-Bodenbach) im Sudetenland. 1939 hatte die Gemeinde 696 Einwohner. 1945 kam Hermersdorf zur Tschechoslowakei zurück, die deutschen Bewohner wurden vertrieben. Das Dorf wurde 1946 in Heřmanov umbenannt und mit Tschechen besiedelt. Die Ansiedlung Flietelhäusel blieb verlassen und wurde abgetragen. 1961 erfolgte die Eingemeindung von Blankartice und Fojtovice.

## Kultur und Sehenswürdigkeiten
- Kapelle in der Ortsmitte
- Kapelle an der Ploučnice
- Aussichtsturm und Kapelle auf dem Berg Sokolský vrch
- Berg Kohout mit ruinösem Aussichtsturm

## Bildung
In Heřmanov besteht eine Grundschule und ein Kindergarten.